# Рондо (стихотворная форма)
Рондо — твёрдая форма в поэзии Нового времени, так или иначе опирающаяся на средневековые образцы (см. рондо во французской поэзии XIII—XV веков). Согласно М. Л. Гаспарову, рондо в русской поэзии Серебряного века — это стихотворение из 15 строк со сквозной рифмовкой, причём 9-я и 15-я представляют собой усечённый первый стих, его первое полустишие (холостое или связанное с основной рифменной цепью посредством внутренней рифмы).

## Рондо в русской поэзии
С чего начать? толпою торопливой 

К моей душе, так долго молчаливой, 

Бегут стихи, как стадо резвых коз. 

Опять плету венок любовных роз 

Рукою верною и терпеливой. 
 

Я не хвастун, но не скопец сонливый 

И не боюсь обманчивых заноз; 

Спрошу открыто, без манерных поз: 

«С чего начать?» 
 

Так я метался в жизни суетливой, — 

Явились Вы — и я с мольбой стыдливой 

Смотрю на стан, стройней озерных лоз, 

И вижу ясно, как смешон вопрос. 

Теперь я знаю, гордый и счастливый, 

С чего начать.— Михаил Кузмин

### Примеры
- «В начале лета…»
- Надпись на книге
- «Ты замечал: осеннею порою…»

## Рондо в белорусской поэзии
Узор небес… Ласкают взор 

Их полуночные светила. 

Вода проток, прудов, озёр 

Их в чёрном лоне повторила. 

И славит гимном жабий хор 

Красу, которую явило 

Болото; тьме наперекор, 

Оно, мерцая, отразило 

Узор… 

И ропщут жабы, что есть силы 

На солнце: выйдя из-за гор, 

Оно глаза им ослепило… 

Но там не слышен их укор, 

Где из созвездий ночь творила 

Узор.— Максим Богданович, 1911 (перевод с белор. Бронислава Спринчана)